# Lente di ghiaccio

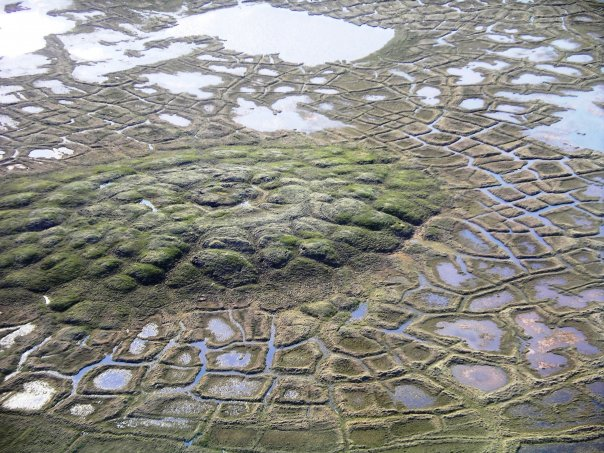
Formazione di pingo nella tundra artica a seguito della formazione periodica distanziata di lenti di ghiaccio.

Una lente di ghiaccio si forma quando l'umidità diffusa nel suolo o nella roccia si accumula in zone circoscritte. Il ghiaccio inizialmente si accumula all'interno di piccoli pori o fessure preesistenti e, finché le condizioni restano favorevoli, continua ad accumularsi formando uno strato o lente di ghiaccio, insinuandosi come un cuneo nel terreno o nella roccia. Le lenti di ghiaccio crescono parallelamente alla superficie con uno spessore che va da parecchi centimetri a parecchi decimetri in profondità nel terreno o nella roccia.
Le lenti di ghiaccio giocano un ruolo chiave nel sollevamento indotto dal ghiaccio dei suoli e nella fratturazione della roccia in posto, causa principale dell'erosione nelle regioni fredde. Il criosollevamento crea detriti e modella drasticamente i paesaggi in forme complesse. La fratturazione nelle regioni periglaciali (alpina, subpolare e polare) è stata spesso attribuita al congelamento e all'espansione volumetrica dell'acqua intrappolata dentro pori e fessure. Tuttavia la maggior parte del rigonfiamento causato dal congelamento e della fratturazione della roccia si verifica invece a causa della segregazione del ghiaccio nelle lenti di ghiaccio in regioni soggette al congelamento superficiale. La segregazione del ghiaccio dà come risultato la fratturazione della roccia e il criosollevamento.

## Descrizione dei fenomeni

### Criosollevamento comune

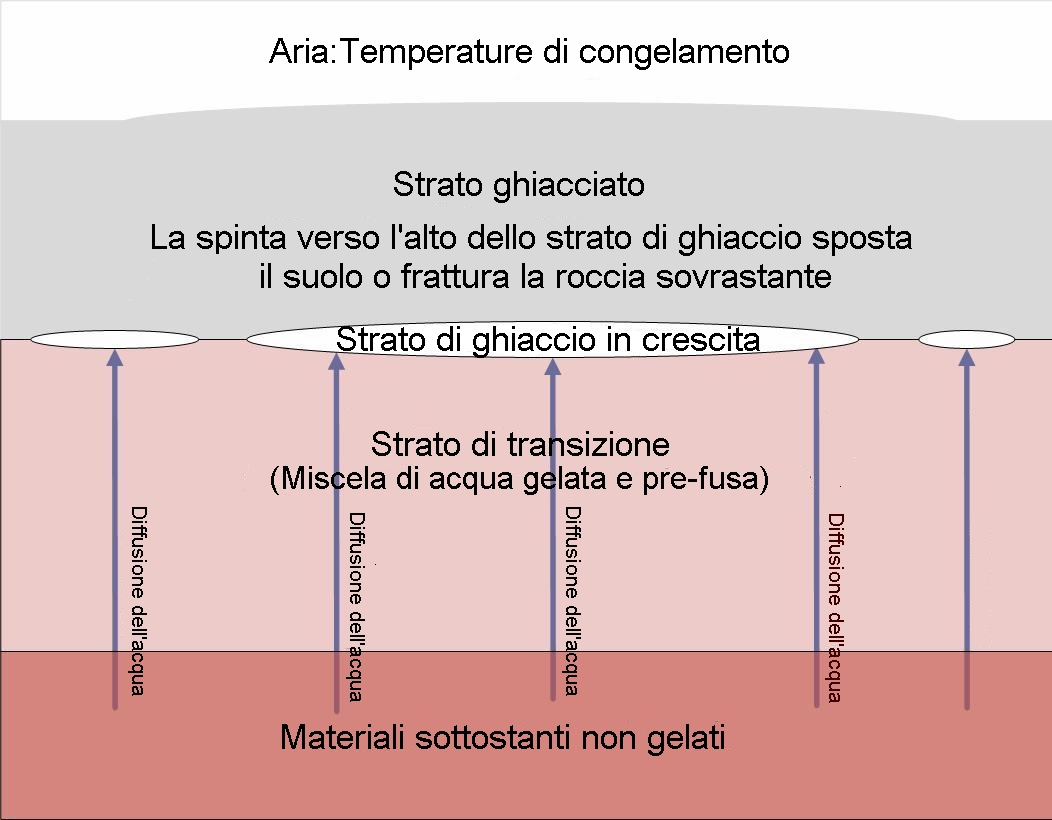
Formazione di lenti di ghiaccio in seguito al criosollevamento nei climi freddi.

Il criosollevamento è il processo mediante il quale il congelamento del suolo saturo d'acqua causa la deformazione e la spinta verso l'alto della superficie del terreno.  Questo processo può deformare e incrinare la pavimentazione stradale, danneggiare le fondazioni degli edifici e spostare il suolo modellandolo in forme regolari. Il suolo umido, a grana fine, a certe temperature è molto suscettibile al criosollevamento.

### Lenti di ghiaccio nella tundra

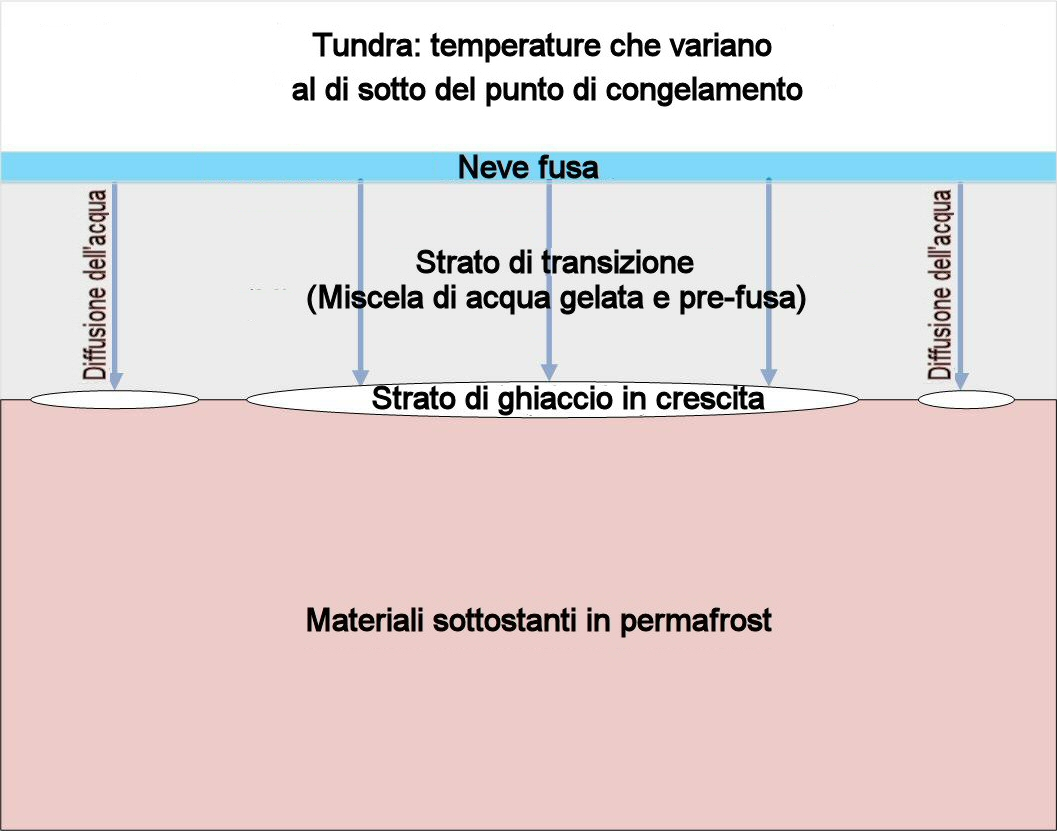
Formazione di lente di ghiaccio nella tundra.

Il criosollevamento è comune nella tundra artica dato che il permafrost mantiene il suolo gelato in profondità impedendo la fusione della neve e il deflusso della pioggia. Perciò le condizioni sono ottimali per la formazione delle lenti di ghiaccio in profondità, con grande accumulo di ghiaccio e significativi spostamenti del suolo.
Il sollevamento differenziale del ghiaccio con la concomitante complessa modellatura si verificherà solo se sussistono le condizioni adatte. Le conseguenze del criosollevamento di un dato anno produrranno effetti anche negli anni successivi. Ad esempio, un piccolo sovraccarico sulla superficie del terreno influenzerà negli anni successivi la profondità di formazione del ghiaccio, con il conseguente sollevamento. I modelli di criosollevamento dipendenti dal tempo (cronologico) indicano che in un periodo abbastanza lungo le perturbazioni succedentesi a breve distanza si estinguono, mentre quelle a medio intervallo crescono arrivando a dominare il paesaggio.

### Formazioni di ghiaccio subglaciale

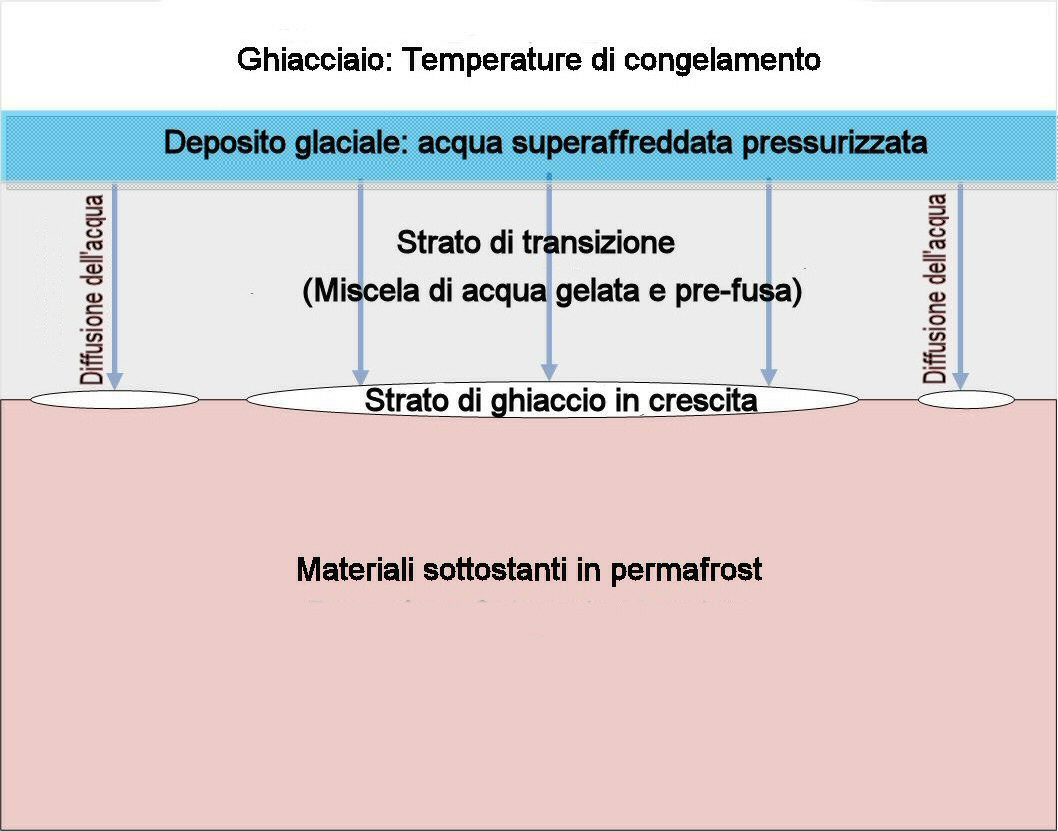
Lenti di ghiaccio in accrescimento all'interno della calotta glaciale e della roccia in posto sottostante al ghiacciaio.

Al di sotto della calotta glaciale antartica sono state osservate bande di sedimenti o depositi glaciali; si ritiene che abbiano origine dalle lenti di ghiaccio che si formano nei detriti. Nelle regioni glaciali a maggior scorrimento, lo strato di ghiaccio scivola su sedimenti saturi d'acqua (deposito glaciale) o galleggia letteralmente sopra uno strato d'acqua. Il deposito glaciale e l'acqua consentono di ridurre l'attrito tra la base dello strato di ghiaccio e la roccia in posto. Queste acque subglaciali possono provenire sia da acque di superficie che stagionalmente percolano in seguito alla fusione superficiale, che dalla fusione che si verifica alla base della calotta ghiacciata.
Le basi per la crescita di lenti di ghiaccio dentro la roccia in posto al di sotto del ghiacciaio, vengono gettate durante i mesi estivi quando c'è abbondanza d'acqua alla base del ghiacciaio. Le lenti di ghiaccio si formano all'interno della roccia in posto, accumulandosi fino a che essa non risulti sufficientemente indebolita da tranciarsi o frammentarsi. Gli strati di roccia lungo l'interfaccia tra ghiacciai e roccia in posto vengono liberati, producendo gran parte dei sedimenti in queste regioni basali dei ghiacciai. Poiché la velocità di movimento del ghiacciaio è correlata alle caratteristiche del ghiaccio basale, sono in corso ricerche per quantificare meglio il fenomeno.

## Interpretazione dei fenomeni

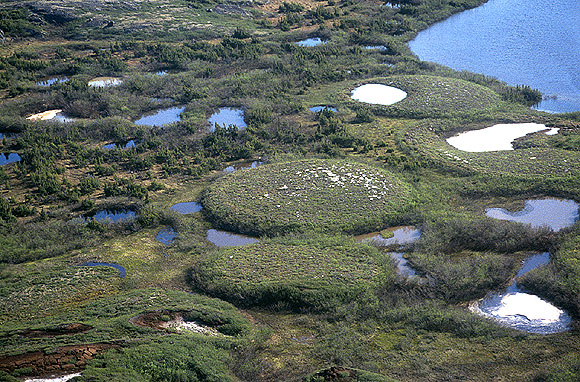
Le lenti di ghiaccio contribuiscono alla crescita della palsa.

La condizione indispensabile per la segregazione del ghiaccio e il criosollevamento è l'esistenza di una regione nel terreno o di una roccia porosa che sia relativamente permeabile, che si trovi in un intervallo di temperatura tale da permettere la coesistenza di ghiaccio e acqua (allo stato pre-fuso) e abbia un gradiente di temperatura esteso su tutta la regione.
Un fenomeno chiave per comprendere la segregazione del ghiaccio nel suolo o nella roccia porosa (detto lente di ghiaccio a causa della sua forma) è la pre-fusione, ovvero lo sviluppo di una strato sottile liquido sulle superfici e le interfacce a temperature significativamente al di sotto della temperatura di fusione della sua massa complessiva. Il termine pre-fusione viene usato per descrivere l'abbassamento della temperatura di fusione (al di sotto di 0 °C) risultante dalla curvatura della superficie dell'acqua confinata nei mezzi porosi (effetto Gibbs-Thomson). L'acqua pre-fusa esiste come strato sottile sulla superficie del ghiaccio. In condizioni di prefusione, ghiaccio e acqua possono coesistere a temperature inferiori a -10 °C in un mezzo poroso. L'effetto Gibbs-Thomson produce la migrazione dell'acqua a causa di un gradiente termico che va da temperature più elevate a temperature più basse; Dash esprime questo concetto dicendo che … il materiale viene portato verso regioni più fredde …. Questo può anche essere visto, dal punto di vista energetico, come favorevole alle particelle di ghiaccio più grandi rispetto a quelle più piccole (maturazione di Ostwald). Ne consegue che, quando esistono le condizioni per la segregazione del ghiaccio (cioè della formazione di una lente di ghiaccio), l'acqua si diffonde verso il ghiaccio segregato gelando in superficie, facendone così ispessire lo strato.
È possibile sviluppare alcuni modelli analitici che predicono le seguenti caratteristiche, coerenti con le osservazioni effettuate sul campo:
- La formazione del ghiaccio avviene in strati paralleli alla superficie sovrastante.[1]
- Il ghiaccio inizialmente si forma con piccole microfratture parallele alla superficie. Come esso si accumula, il suo strato si sviluppa verso l'esterno in ciò che spesso viene definita lente di ghiaccio parallela alla superficie.[1]
- Il ghiaccio si forma nella roccia permeabile all'acqua più o meno allo stesso modo in cui si forma nel suolo.[1]
- Se lo strato di ghiaccio è il risultato di un raffreddamento in una sola direzione (ad esempio, la parte superiore), la frattura tende a giacere vicino alla superficie (per es., 1–2 cm nel gesso). Se lo strato di ghiaccio risulta dal congelamento di entrambi i lati (per esempio, sopra e sotto) la frattura tende a situarsi più in profondità (per es., 2-3,5 cm nel gesso).[1]
- Il ghiaccio si forma rapidamente quando il liquido è immediatamente disponibile. In questo caso, il ghiaccio segregato (lente di ghiaccio) si sviluppa parallelamente alla superficie esposta a freddo. Cresce rapidamente fino a quando il calore liberato dal raffreddamento riascalda i bordi della lente di ghiaccio, riducendo il gradiente di temperatura e regolando il tasso di ulteriore segregazione del ghiaccio. In queste condizioni, il ghiaccio si sviluppa in un unico strato, che diventa progressivamente più spesso. La superficie viene spostata e il suolo riposizionato o la roccia fratturata.[7]
- La formazione del ghiaccio avviene secondo un modello diverso quando il liquido è meno facilmente disponibile. In questo caso, il ghiaccio segregato (lente di ghiaccio) cresce lentamente. Il calore liberato tramite il raffreddamento è incapace di riscaldare i bordi della lente di ghiaccio. Quindi l'area attraverso cui l'acqua si diffonde continua a raffreddarsi fino a quando un altro strato di segregazione di ghiaccio non si venga a formare al di sotto del primo strato. Se le basse temperature permangono per un tempo prolungato, questo processo può ripetersi, producendo strati di ghiaccio multipli (lenti di ghiaccio), tutti paralleli alla superficie. La formazione di strati multipli (lenti multiple) causa alla roccia o ai terreni danni da congelamento persistente molto più estesi.[7]
- Non si forma ghiaccio in determinate condizioni. A pressioni di sovraccarico più elevate e a temperature di superficie relativamente più calde, la segregazione di ghiaccio non avviene; il liquido presente congela all'interno dello spazio dei pori, senza nessuna segregazione massiccia di ghiaccio e senza deformazioni superficiali misurabili o danni causati dal congelamento.[7]

## Crescita di lenti di ghiaccio nella roccia
Le rocce di solito contengono pori di varie dimensioni e forma, indipendentemente dall'origine o dalla posizione. Le cavità rocciose sono essenzialmente piccole crepe, ma queste possono propagarsi se la roccia è posta sotto tensione. Se il ghiaccio si accumula in un poro in modo asimmetrico, sottoporrà la roccia a tensione su un piano perpendicolare alla direzione del suo accumulo; la frattura si propagherà proprio lungo tale piano, che è di fatto parallelo alla superficie.
Walder e Hallet hanno sviluppato modelli che prevedono localizzazione e tasso di crescita delle fratture nella roccia conformi alle fratture effettivamente osservate sul campo. In base al loro modello, nel marmo e nel granito si ha il massimo sviluppo delle fratture quando le temperature oscillano tra i −4 °C e i −15 °C; in questo intervallo il granito può sviluppare fratture che contengono ghiaccio lunghe fino a 3 metri in un solo anno. Quando la temperatura è più elevata, il ghiaccio formatosi non provoca sufficiente pressione per causare la propagazione della frattura. Quando la temperatura è inferiore a questo intervallo l'acqua è meno mobile e le fratture crescono più lentamente.
Mutron ha confermato che il ghiaccio si forma inizialmente nei pori, creando piccole microfratture parallele alla superficie. Al crescere dell'accumulo, lo strato di ghiaccio si sviluppa verso l'esterno formando in genere una lente di ghiaccio parallela alla superficie. Nella roccia permeabile all'acqua il ghiaccio si formerà più o meno allo stesso modo in cui si forma nel suolo. Se lo strato di ghiaccio è il risultato di un raffreddamento in una sola direzione (ad esempio, la parte superiore), la frattura tende a situarsi vicino alla superficie (per es., 1–2 cm nel gesso). Se lo strato di ghiaccio risulta dal congelamento di entrambi i lati (per esempio, sopra e sotto) la frattura tende a giacere più in profondità (per es., 2-3,5 cm nel gesso).